# Cadre-47/2-Europameisterschaft 1949

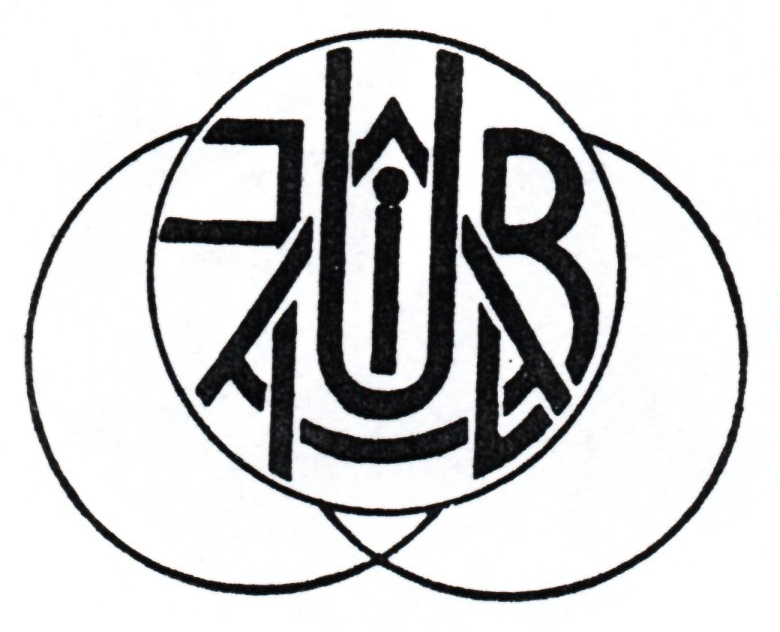
Logo UIFAB (ausrichtender Verband)

Veranstaltungsort: Scheveningen

Die Cadre-47/2-Europameisterschaft 1949 war das 13. Turnier in dieser Disziplin des Karambolagebillards und fand vom 6. bis zum 9. Januar 1949 in Scheveningen statt. Es war die zehnte Cadre-47/2-Europameisterschaft in den Niederlanden.

## Geschichte
In Scheveningen wurde die erste Cadre 47/2-Europameisterschaft gespielt. Das Endergebnis stellt aber die Leistungen der Akteure auf den Kopf. Der Sieger Jean Galmiche aus Saint-Étienne in Frankreich siegte mit 18,49 Generaldurchschnitt (GD). Das war weniger als der Turnierdurchschnitt. Vier Spieler die in der Endabrechnung hinter ihm lagen erzielten bessere Leistungen. Galmiche verstand es mit seinem sehr langsamen und defensiven Spiel alle aus dem Rhythmus zu bringen. Außer van Hassel, der gegen Galmiche gewann, spielten die anderen drei ihre mit Abstand schlechteste Partie gegen den Franzosen. Da zum ersten Mal Cadre 47/2 gespielt wurde, waren alle Turnierbestleistungen Europarekorde. Den besten GD erzielte Clement van Hassel, der Zweiter wurde. Den besten Einzeldurchschnitt (BED) erzielten René Gabriëls und  Piet van de Pol, der auch die höchste Serie spielte.

## Turniermodus
Hier wurde im Round Robin System bis 400 Punkte gespielt. Es wurde mit Nachstoß gespielt. Damit waren Unentschieden möglich.
Bei MP-Gleichstand (außer bei Punktgleichstand beim Sieger) wird in folgender Reihenfolge gewertet:
1. MP = Matchpunkte
2. GD = Generaldurchschnitt
3. HS = Höchstserie

## Abschlusstabelle

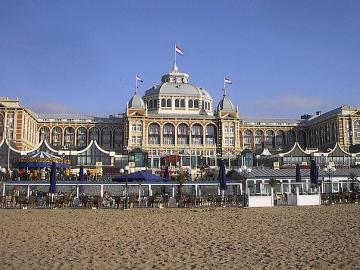
Hintere Fassade des Kurhauses, vom Strand aus gesehen

| MP    | Match Points (Sieger = 2; Unentschieden = 1; Verlierer = 0) |
| Pkte. | Erzielte Karambolagen                                       |
| Aufn. | Benötigte Versuche                                          |
| GD    | Generaldurchschnitt                                         |
| BED   | Bester Einzeldurchschnitt eines Spielers                    |
| HS    | Höchstserie                                                 |
|       | Bester GD des Turniers                                      |
|       | Bester ED des Turniers                                      |
|       | Beste HS des Turniers                                       |
|       | 1. Platz (Gold)                                             |
|       | 2. Platz (Silber)                                           |
|       | 3. Platz (Bronze)                                           |

| Platz                      | Name               | MP   | Pkte. | Aufn. | GD    | BED    | HS  |
| -------------------------- | ------------------ | ---- | ----- | ----- | ----- | ------ | --- |
| 1                          | Jean Galmiche      | 12:2 | 2682  | 145   | 18,49 | 36,36  | 128 |
| 2                          | Clément van Hassel | 10:4 | 2271  | 55    | 41,29 | 80,00  | 194 |
| 3                          | Piet van de Pol    | 10:4 | 2634  | 69    | 38,17 | 400,00 | 336 |
| 4                          | René Gabriëls      | 10:4 | 2513  | 98    | 25,64 | 100,00 | 221 |
| 5                          | Kees de Ruijter    | 6:8  | 2019  | 94    | 21,47 | 44,44  | 139 |
| 6                          | Henk Metz          | 6:8  | 1943  | 124   | 15,66 | 20,00  | 149 |
| 7                          | Roland Dufetelle   | 2:12 | 1442  | 139   | 10,37 | 15,38  | 124 |
| 8                          | Klaus Nußberger    | 0:14 | 978   | 102   | 9,58  | –      | 87  |
| Turnierdurchschnitt: 19,95 |                    |      |       |       |       |        |     |